# Flavobathelium epiphyllum
Flavobathelium epiphyllum är en svampart som beskrevs av Lücking, Aptroot & G. Thor 1997. Flavobathelium epiphyllum ingår i släktet Flavobathelium, klassen Dothideomycetes, divisionen sporsäcksvampar och riket svampar.   Inga underarter finns listade i Catalogue of Life.